# Abies fraseri
Espèce
Statut de conservation UICN

 EN B2ab(ii,iii,iv,v) : En danger
Abies fraseri ou sapin de Fraser est une espèce de conifères de la famille des Pinacées.

## Description

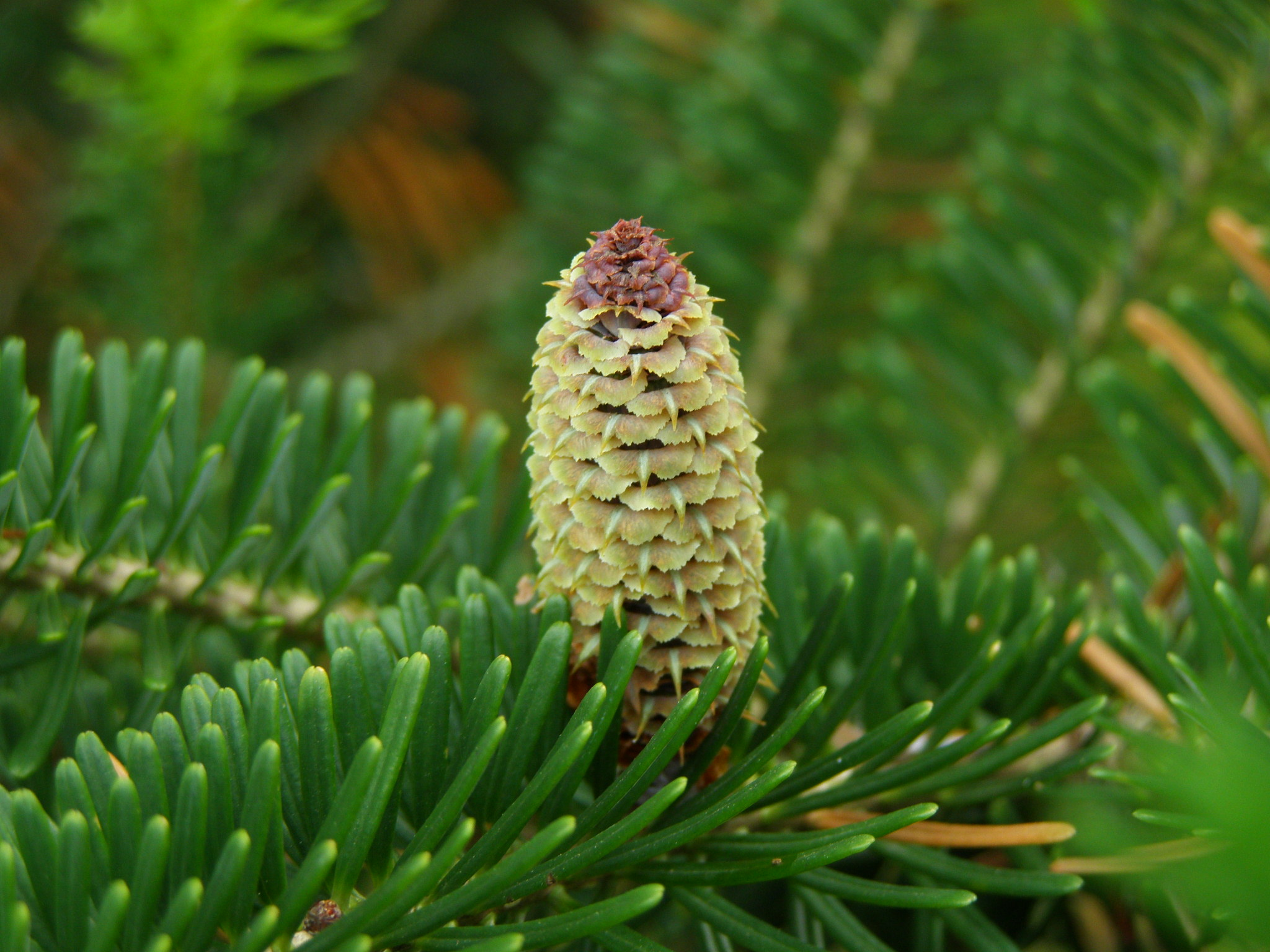
Cône et feuillage dAbies fraseri.

Il s'agit d'un arbre sempervirent, un conifère pouvant atteindre de 9 à 25 m de hauteur, avec un diamètre moyen au niveau du tronc de 30 cm. Il présente un houppier étroit et des racines peu profondes.

## Répartition et habitat

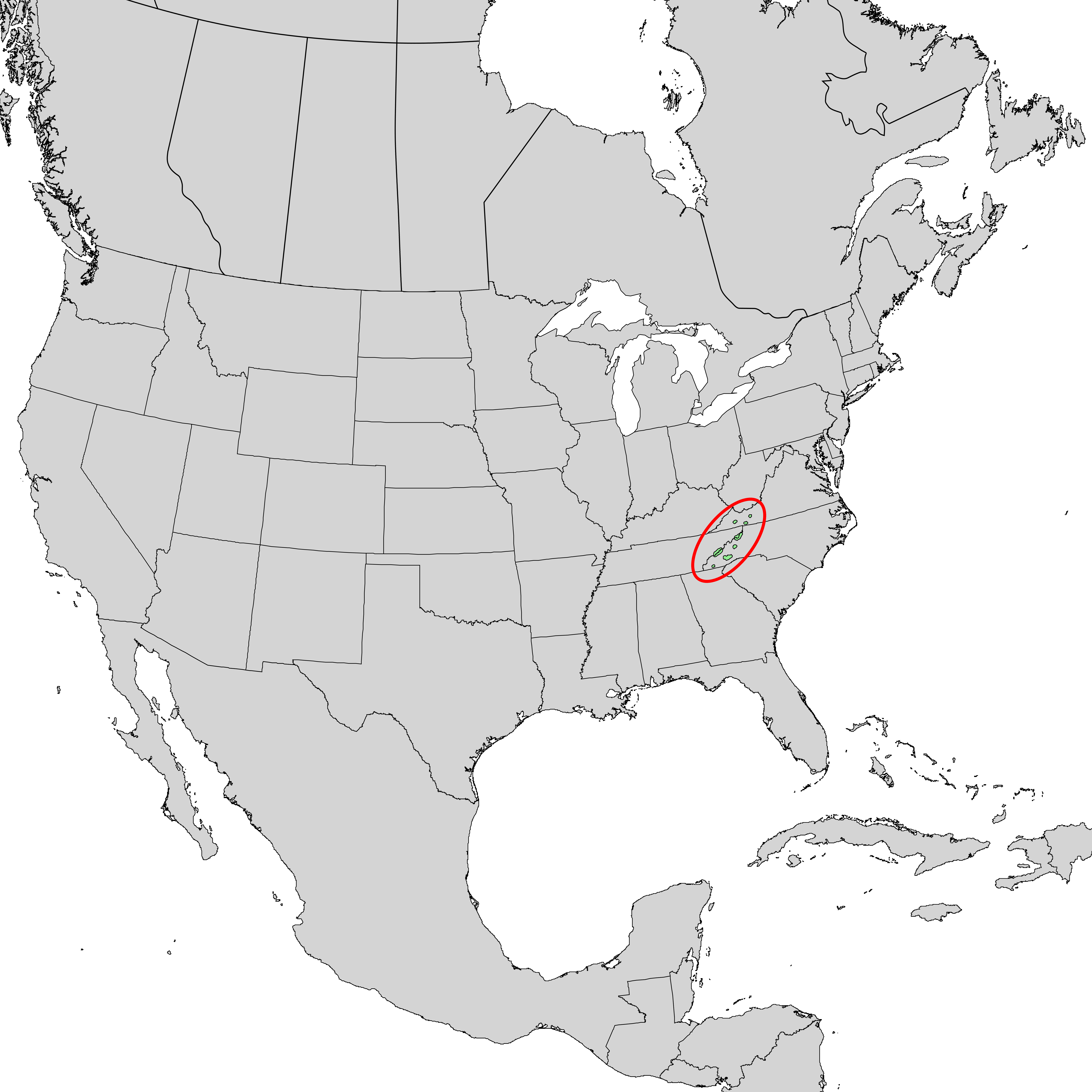
Aire de répartition dAbies fraseri.

Ce sapin est endémique d'une région limitée de l'est des États-Unis. Il pousse dans des zones, élevées en altitude, du centre et du sud des Appalaches. On le trouve à l’état natif en Virginie, dans le Tennessee et en Caroline du Nord, mais il est cultivé ailleurs, notamment en Virginie-Occidentale et en Géorgie.
Il s'agit d'une espèce relictuelle de la dernière période glaciaire, qui ne pousse plus que sur 7 à 10 crêtes montagneuses situées au-dessus de 1500 m d'altitude.

## Rôle écologique
Le sapin de Fraser a un rôle dans la rétention des sols peu profonds qui couvrent les pentes escarpées et humides sur lesquelles il pousse.

## Nomenclature et systématique
Cette espèce a été décrite scientifiquement pour la première fois en 1813 sous le nom Pinus fraseri par le botaniste germano-américain Frederick Traugott Pursh dans le 2e volume de son ouvrage Flora Americae Septentrionalis.
Le botaniste et explorateur français Jean-Louis Marie Poiret a placé cette espèce dans le genre Abies dès 1810, dans le supplément tome 5 de l'Encyclopédie méthodique (Botanique) commencé par Jean-Baptiste de Lamarck.
Son nom d’espèce est un hommage au botaniste britannique John Fraser.

## Utilisation

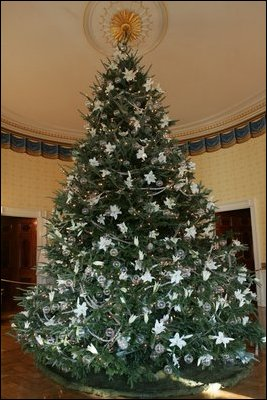
Sapin de Fraser utilisé comme sapin de noël.

Il peut être cultivé et utilisé pour son bois ; il est également apprécié comme sapin de Noël, en raison de son puissant parfum citronné.